# Mirassolândia
Mirassolândia este un oraș în São Paulo (SP), Brazilia.